# Fontanès (Hérault)
Fontanès település Franciaországban, Hérault megyében. Lakosainak száma 355 fő (2022. január 1.). Fontanès Saint-Bauzille-de-Montmel, Sainte-Croix-de-Quintillargues, Saint-Mathieu-de-Tréviers, Sauteyrargues, Vacquières és Valflaunès községekkel határos.

## Népesség
A település népességének változása:
| Lakosok száma | 107  | 144  | 187  | 234  | 329  | 341  | 348  | 349  | 350  | 355  |
|               | 1968 | 1982 | 1990 | 2006 | 2013 | 2015 | 2017 | 2019 | 2020 | 2022 |